# Michael Riedel
Michael Riedel (auch Michael S. Riedel, * 12. Juli 1972 in Rüsselsheim) ist ein deutscher Künstler. Sein Werk bewegt sich an der Schnittstelle zwischen angewandter Grafik und freier Kunst. Seit 2017 ist er Professor für Malerei/Grafik an der Hochschule für Grafik und Buchkunst in Leipzig.

## Leben und Werk
Riedel studierte von 1994 bis 2000 an der Kunstakademie Düsseldorf, der École nationale supérieure des beaux-arts de Paris und der Städelschule in Frankfurt am Main. Dort wurde er Meisterschüler bei Hermann Nitsch. Das „S.“, das Riedel zeitweilig in seinem Namen trug, stammte aus seiner Zeit an der Städelschule. Er verwendete den Namen „Michael S. Riedel“ – damals durchgehend in Kleinschreibung – erstmals als Aufschrift auf einer Papiertüte, die er sich im Jahr 1997 am Ende eines Vortrags, den er an der Städelschule gehalten hatte, über den Kopf stülpte. Der Buchstabe „S.“ war frei erfunden. Er verkaufte ihn zehn Jahre später an eine Freundin. Sie trägt ihn seitdem in ihrem Namen.
Seine Vorstellung von einem funktionierenden Kunstwerk in Form einer sich selbst zeichnenden Zeichnung entsteht während seines Studiums. Ausgehend von einer Signatur ohne Werk (Signet), die die nicht vorhandenen Werke als Leerstelle kennzeichnet, entsteht der Werkkomplex Signetische Zeichnung (1994–1995) mit über eintausend Zeichnungen in Form von 61 Blättern und 36 Büchern. „Das sich selbst fortschreibende Werk im Sinne des von Niklas Luhmann geprägten Begriffs der Autopoiesis“, zeigt das Museum für angewandte Kunst Frankfurt erstmals in der Ausstellung Michael Riedel – Grafik als Ereignis (2018).
Im Anschluss an sein Studium initiiert er zusammen mit Dennis Loesch in einem leerstehenden Wohnhaus den Kunstraum Oskar-von-Miller Strasse 16 (2000) in Frankfurt am Main „Es geht um einen Raum voller Möglichkeiten, von denen aber keine so interessant ist wie der Raum selbst, der die Möglichkeiten beinhaltet.“ Bis zum Abriss des Gebäudes (2006) finden dort zahlreiche Veranstaltungen statt, die schlichtweg Wiederholungen anderer Veranstaltungen sind und den gängigen Kunstbetrieb mit einer „Kunst des Zwischenfalls“ unterlaufen. „Aufnehmen – Labeln – Abspielen“ wird zum Grundprinzip der künstlerischen Produktion, dessen Höhepunkt der Nachbau des Kunstraums selbst in der Ausstellung Kontext – Form – Troja (Wiener Secession, 2003) ist. Es erscheint die Publikation Oskar–a novel (2003) mit der Abschrift einer 2-tägigen Anekdotenkonferenz und zahlreichen Abbildungen der veranstalteten Veranstaltungen, wie Clubbed Clubs und Filmed Films etc. Ins Englische übersetzte Auszüge daraus veröffentlichen Riedel und Loesch als False Frieze Art Fair Catalogue (2004) begleitend zu ihrem Stand auf der Kunstmesse in London.
Im Jahr 2004 wurde in der Ausstellung NOSNHO.-...... [ROBERT-JOHNSON] bei dem Frankfurter Galeristen Michael Neff der Frankfurter Nachtclub Robert Johnson nachgeahmt. Die gesamte Einrichtung hing jedoch von unten nach oben umgekehrt nachgebaut an der Decke, und die Tanzmusik wurde währenddessen rückwärts abgespielt. Mit zahlreichen situationsbezogenen Verdoppelungen stellt Riedel die jeweils vorgefundene Realität als auch-anders-möglich dar. Er selbst bezeichnet dies als „Nullpunkt der Kreativität“. Nicolas Bourriaud hat diesen Trend aus kuratorischer Perspektive in Bezug auf die Informationskultur in Postproduction: Culture as Screenplay. How Art Reprogramms the World (2002) beschrieben. Er sieht in künstlerischen Verfahren des Neuordnens, Re-Arrangierens und Umprogrammierens das Potential eines Widerstands gegen die marktförmige Kultur. Riedels Autonomieanspruch an die Kunst geht jedoch darüber hinaus. Er lässt eine Art „Parallelwelt entstehen aus Echos, Nachbildern und Repliken“, deren Rezeption er in sein grafisches Werk inkorporiert, weiteren Rezeptionen aussetzt und so die „scheinbar endlose Menge an Drucksachen“ zu seinem eigentlichen Thema macht. Andreas Beyer nennt Riedel, vergleichbar mit seinen Pauszeichnungen, eine „Pause“ des Kunstsystems anlässlich der Ausstellung CV(Curriculum Vitae) in der Kunsthalle Zürich 2017.
2004 gründete Riedel in der Oskar-von-Miller-Straße mit der Freitagsküche einen kulinarischen und sozialen Treffpunkt, ein Restaurant, in dem Künstler für die Besucher kochten und das nur an einem Abend in der Woche geöffnet hatte. Nach dem Abriss des Kunstraums verlegten Riedel und Loesch vorübergehend ihre künstlerischen Aktivitäten sowie die Freitagsküche nach Berlin-Mitte, in die Weydingerstraße 20. Riedel kehrte 2010 nach Frankfurt zurück, wo die Freitagsküche noch heute besteht. Für das einjährige Gastspiel der Freitagsküche im Museum für Moderne Kunst Frankfurt 2015 gestaltet er die Räumlichkeiten.
Riedels erste Ausstellung in New York bei David Zwirner hat den Titel Neo (2005) und nimmt Bezug auf die an gleicher Stelle zuvor gezeigten Ausstellung von Neo Rauch. Programmatisch nutzt er zur Re-inszenierung das Informationsmaterial, mit dem die Galerie Rauchs Malereien zuvor kommuniziert hatte. Aus dem ursprünglichen Vorwort des Neo Rauch-Katalogs Painters, Germans and other Renegades wird der von Riedel alphabetisch sortierte Katalogtext And Germans other Painters, Renegades.
2009 reagierte Riedel mit einem Parallelprojekt auf die Ausstellung Der Meister von Flémalle und Rogier van der Weyden, die 2009 im Frankfurter Städel stattfand. „Im Zentrum seines Interesses stehen dabei weniger die Kunstwerke selbst als vielmehr die Weiterverarbeitung des Bildmaterials der Ausstellungsstücke. Speziell die Vermittlungsmedien – Plakat, Flyer, Postkarten, Katalog der Ausstellung – werden von Riedel benutzt, um jeweils vier Variationen (CMYK) der einzelnen Druckerzeugnisse herzustellen.“
Er stellt Variationen von Logos namhafter Institutionen her. Die Tate Modern in London, zeigt seine großformatigen Leinwände Vier Vorschläge zur Veränderung von Modern im Logo von The Modern Institute (2008). Zusätzlich entstehen alternative Schreibweisen wie Vier Vorschläge zur Veränderung von Jo in Johann König und Vier Vorschläge zur Veränderung von David Zwirner in dessen Galerielogo. Anlässlich des 70-jährigen Bestehens der Frankfurter Allgemeinen Zeitung entsteht 2019 die FAZ-Edition Vier Vorschläge zur Veränderung von Allg[emein] zur „Krise des Allgemeinen“.
Ein Mittelpunkt von Riedels Werk ist die Gestaltung von Büchern, Katalogen, Broschüren, Postern und Einladungen. Seine künstlerische Praxis ist begleitet von einer immensen Textproduktion. Allein in den Jahren 1997–2007 entstehen Tonaufnahmen von insgesamt 86.000 Minuten. Geschriebene und nicht geschriebene Texte [Aufnahmen] mit denen er Sprachmomente des Kunstbetrieb festhält, transkribiert und in Schrift umwandelt. Anhand der anfänglich von ihm verwendeten Audiokassetten (90 Min.), hin zum Minidisc Recorder (320 Min.) und den digitalen Aufnahmegeräten (8.000 Minuten und mehr) lässt sich die Materialexplosion an gespeicherten Datenmengen ablesen. Hinzu kommt die Verwendung von Spracherkennungsprogrammen, die das Schreiben verselbstständigt. Riedel betrachtet die so gewonnenen Texte nicht als Literatur, sondern zunächst als Material um bestehende Literatur zu überschreiben und folgend als grafisches Material zur Herstellung seiner signifikanten Bildflächen (Muster des Kunstsystems).
Zu seinen Malereien gehören die seit 2010 entstandenen „Poster und PowerPoint Paintings“, in denen er unter anderem Screenshots von Überblendungen verwendet, die das Präsentationsprogramm Microsoft PowerPoint erzeugt.
Riedel macht „eine Art Appropriation Art“, indem er auf bereits existierende Dinge zurückgreift, sie sich aneignet, sie wiederholt und dabei ein zweites Bild von ihnen erstellt. Soweit Riedel in seinen Werken mit Text arbeitet, so dient er als „grafisches Element“. Beispielsweise die Wiedergabe der Quelltexte von Websites sind „keine Blindtexte“, sondern „Material, das einen dokumentarischen Wert hat“, mit dem Riedel, wie er selbst sagt, „malerisch arbeitet“.
Die wechselseitige Irritation zwischen Werk und Werkbeschreibung ist Gegenstand seiner großen Museumsausstellungen Kunste zur Text statt Texte zur Kunst (Schirn Kunsthalle, 2012), Dual Air [Dürer] (Palais de Tokyo, Paris, 2014), CV (Kunsthalle Zürich, 2017) und Grafik als Ereignis (Museum Angewandte Kunst Frankfurt, 2018). In Zusammenarbeit mit dem Komponisten Oliver Augst entsteht für die Ausstellung ˈzɛlpstbəˈʃʁaɪ̯bʊŋ (Museum der bildenden Künste Leipzig, 2019) ein achtstündiger  Soundtrack,  der  die Muster der Bildflächen akustisch wiedergibt.
Für die Band Art Brut entwirft er das Cover zum Album Top of the Pops (2013). Er selbst ist auf dem Cover des Wallpaper Magazins mit seiner Publikation Scheissen und Brunzen abgebildet (2014). Dom Perignon engagiert ihn für die Vintage Limited Edition (2016).
Ende 2017 hat er sich von seinem Galeristen David Zwirner getrennt. Im Jahr 2018 sprach er in einem Interview mit dem Kunstmagazin Monopol über die Trennung von der Galerie und erläuterte: „Wir haben 14 Jahre zusammen gearbeitet, und ich habe in dieser Zeit miterlebt, wie der Betrieb sich entwickelt hat und immer größer wurde. Es liegt in der Logik der Sache, dass das Eigeninteresse an dem Betrieblichen steigt, je größer der Betrieb wird, und der ab einem gewissen Punkt nur noch mit sich selbst beschäftigt ist. Ich will nicht sagen, dass die Zusammenarbeit schlecht war. Aber sie hat für mich einen Punkt erreicht, wo es nicht mehr befriedigend war.“ In Zusammenarbeit mit der Deutschen Bundesbank produziert er zusammengerechnet ca. 45 Millionen Riedels auf original Euroschein Papier, sowie dazugehörige Geldautomaten für den automatisierten Kunsthandel.
Gemeinsam mit den Architekten Kühn Malvezzi entwickelt er das 4000 m² große Schriftbild Museum (2013–2017) für den Erweiterungsbau der Modernen Galerie in Saarbrücken. Die Grafik der an der Gebäudefassade sich aufklappenden Platzfläche ist die politische Debatte des Saarländischen Landtags, der in seiner Sitzung die Realisierung des zuvor gescheiterten Bauvorhabens diskutiert. Als permanente Installation befindet sich außerdem ein Deckenbild im Neubau der Cornell Tech University in New York von Thom Mayne / Morphosis mit 44 dazugehörigen Table Tops (2017–2018), sowie im Konferenzraum des Sigmund-Freud-Institut Frankfurt am Main die 28 beweglichen Wandpanelen mit der alphabetisch sortierten Reproduktion der Traumdeutung (2016).

## Ausstellungen (Auswahl)
- 2003: Kontext, Form, Troja Wiener Secession
- 2005: Michael Riedel: Momentane Monumente, Aedes West und Berlinische Galerie, Berlin
- 2007: vicini Michael S. Riedel John Bo Kunstraum Innsbruck; Dennis Loesch & Michael S. Riedel, Kunstverein am Rosa-Luxemburg-Platz, Berlin
- 2008: Michael Riedel und die Ausstellung Der Meister von Flémalle und Rogier van der Weyden, Städel Museum, Frankfurt am Main
- 2009: Stutter Tate Modern, London; Vier Vorschläge zur Veränderung/Four Proposals for Change, Städel Museum, Frankfurt am Main
- 2010: New Frankfurt Internationals: Stories and Stages Museum für Moderne Kunst (MMK), Frankfurt am Main[37]
- 2010: The quick brown fox jumps over the lazy dog Kunstverein Hamburg
- 2011: So machen wir es Techniken und Ästhetik der Aneignung, Kunsthaus Bregenz
- 2012: Kunste zur Text Schirn Kunsthalle, Frankfurt am Main
- 2013: Jacques comité [Giacometti] Palais de Tokyo, Paris [Teil 1]
- 2014: Interventions 03 Goethe-Institut, Amsterdam; Michael Riedel: Dual air [Dürer], Palais de Tokyo, Paris [Teil 2]
- 2015: Michael Riedel: Untitled, Le Box – Fonds M-ARCO, Marseille, Frankreich; Besuchte und nicht besuchte Ausstellungen [Einladungen 1997–2015], Kunstverein Braunschweig; EFFJ KNOOS [JEFF KOONS], Palais de Tokyo, Paris [Teil 3]
- 2016: Situation #55. Michael Riedel: One and Three Chairs (Winterthur), Fotomuseum Winterthur, Schweiz
- 2017: Michael Riedel: L, Art Cologne, Köln[38][39]
- 2017: Michael Riedel: CV, Kunsthalle Zürich[40]
- 2018: Michael Riedel. Grafik als Ereignis Museum Angewandte Kunst, Frankfurt am Main

## Preise
- 2006: 1822-Kunstpreis, Frankfurt am Main

## Schriften
- Michael Riedel, Abstract, Volume 1 (2oo4–2o11), Leipzig 2022, ISBN 978-3-95905-614-4.
- Ohne Titel (Museum), Saarlandmuseum, Saarbrücken 2019, ISBN 978-3-932036-97-2.
- Signetische Zeichnung 1994–1995 / Grafik als Ereignis, König, Köln 2019, ISBN 978-3-88270-125-8.
- CV, König, Köln 2017, ISBN 978-3-96098-189-3.
- Fuchs, Koenig, Köln 2017, ISBN 978-3-96098-109-1.
- Muster des Kunstsystems [Wallpapers], Distanz Verlag, Berlin 2017, ISBN 978-3-95476-190-6.
- Besuchte und nicht besuchte Ausstellungen [Einladungen]. Koenig Books, Köln 2016, ISBN 978-3-86335-868-6.
- Poster–Painting–Presentation. David Zwirner Books, New York 2016, ISBN 978-1-941701-32-4.
- Dual Air [Dürer] / Jacques Comité [Giacometti]. Koenig Books, London 2015, ISBN 978-3-86335-700-9.
- Oskar-a novel. Zwirner, New York 2014, ISBN 978-0-9899809-5-1.
- Perlstein. König, Köln 2011, ISBN 978-3-86560-975-5.
- Kunste zur Text. König, Köln 2012, ISBN 978-3-86335-207-3.
- Meckert. König, Köln 2009, ISBN 978-3-86560-691-4.
- Gedruckte und nicht gedruckte Poster. König, Köln 2008, ISBN 978-3-86560-381-4.
- Saab 95. Monobuch Verlag, Rüsselsheim 2007, ISBN 978-3-938672-02-0.
- Tirala. Herausgegeben von der Galerie Senn. Schlebrügge, Wien, 2006, ISBN 3-85160-086-X.
- Neo. Revolver Verlag, Frankfurt am Main 2005, ISBN 3-86588-210-2.
- Johnson–Robert. Revolver Verlag, Frankfurt am Main, 2004, ISBN 3-937577-60-2.
- Scheissen und Brunzen. Revolver Verlag, Frankfurt am Main, 2000/2004, ISBN 3-937577-34-3.
- False Frieze Art Fair Catalogue. Revolver Verlag, Frankfurt am Main, 2004, ISBN 3-86588-053-3.
- Oskar–a novel. Silverbridge, Paris 2003.